# مسجد مود
مسجد مود مربوط به دوره افشار است و در شهرستان سربیشه، کنار جاده سربیشه به زاهدان واقع شده و این اثر در تاریخ ۱۹ اسفند ۱۳۸۰ با شمارهٔ ثبت ۴۹۵۵ به‌عنوان یکی از آثار ملی ایران به ثبت رسیده است.